# Episodi di Viper (terza stagione)
La terza stagione della serie televisiva Viper è stata trasmessa in anteprima negli Stati Uniti d'America in syndication tra il 22 settembre 1997 e l'11 maggio 1998.
| nº | Titolo originale       | Titolo italiano | Prima TV USA      | Prima TV Italia |
| -- | ---------------------- | --------------- | ----------------- | --------------- |
| 1  | Triple Cross           |                 | 22 settembre 1997 |                 |
| 2  | Cat and Mouse          |                 | 29 settembre 1997 |                 |
| 3  | The Best Couple        |                 | 6 ottobre 1997    |                 |
| 4  | Hidden Agenda          |                 | 13 ottobre 1997   |                 |
| 5  | Out from Oblivion      |                 | 20 ottobre 1997   |                 |
| 6  | Storm Watch            |                 | 27 ottobre 1997   |                 |
| 7  | Cold Warriors          |                 | 3 novembre 1997   |                 |
| 8  | First Mob Wives Club   |                 | 10 novembre 1997  |                 |
| 9  | Getting MADD           |                 | 17 novembre 1997  |                 |
| 10 | Wilderness Run         |                 | 24 novembre 1997  |                 |
| 11 | Breakout               |                 | 5 gennaio 1998    |                 |
| 12 | The Getaway            |                 | 26 gennaio 1998   |                 |
| 13 | What Makes Sammy Chun? |                 | 2 febbraio 1998   |                 |
| 14 | Paper Trail            |                 | 9 febbraio 1998   |                 |
| 15 | Regarding Catlett      |                 | 16 febbraio 1998  |                 |
| 16 | Trust No One           |                 | 23 febbraio 1998  |                 |
| 17 | Double Team            |                 | 2 marzo 1998      |                 |
| 18 | Hot Potato             |                 | 16 marzo 1998     |                 |
| 19 | Homecoming             |                 | 20 aprile 1998    |                 |
| 20 | Old Acquaintance       |                 | 27 aprile 1998    |                 |
| 21 | Internal Affair        |                 | 4 maggio 1998     |                 |
| 22 | About Face             |                 | 11 maggio 1998    |                 |